# 望亭东站
望亭东站，是沪宁城际高速铁路上的一个预留车站，位于中华人民共和国江苏省苏州市望亭镇东侧。